# 宇野山和夫
宇野山 和夫（うのやま かずお、1945年9月14日 - ）は、日本の歌手、ソングライター、編曲家、俳優。奈良県奈良市出身。

## 来歴・人物
1965年、リーダーの加藤ヒロシの誘いによりザ・リンドに加入。まもなく加賀テツヤらボーカル部門の「リンダース」との統合により「ザ・リンド&リンダース」に所属することになった。高木和来、迎修二が脱退する中、演奏の要としてバンドを支えるが1968年には自らも脱退。
その後、ゴーゴークラブなどでの活動を経て1972年に古谷充とザ・フレッシュメンに加入。「ヤングおー!おー!」、「ワイドショー・プラスα」、「ハイ!土曜日です」などテレビ番組の演奏を手がける一方、作曲家として数多くのCMソングを手がけた。
1982年からはミュージシャンとしての活動と並行して餃子専門店「味奉行」を経営。さらに2005年からは俳優としての活動もおこなっている。

## エピソード
京都から大阪に進出したデビュー前のザ・タイガースに岸里のアパート「明月荘」を紹介したのは宇野山和夫。現在もイベントで共演するなどザ・タイガースのメンバーとは関係が深い。

## 主な作品（作曲、編曲など）

### 映画
- MY LIFE（2008年、映画「コナ・ニシテ・フウ」挿入曲）

### CM
- づぼらや
- 近畿日本鉄道
- 日本生命保険
- 土佐鶴酒造（酒は男の子守唄（北原ミレイ歌唱）など多数）

### CD
- 男山根が風を切る（2020年、作詞：山根明）[3]

## 主な出演作品

### ドラマ
- 風のハルカ（2005年、NHK）

### 映画
- 赤龍の女（2006年、ジーピー・ミュージアム、監督:市川徹） - 近藤 役
- トラ・コネ（2008年、T×Tプロ、監督:北崎一教） - 田代 役